# 人面瘡 (小説)
『人面瘡』（じんめんそう）は、横溝正史の短編推理小説。「金田一耕助シリーズ」の一つ。角川文庫『人面瘡』（ISBN 978-4-04-130497-6）、角川文庫『不死蝶』（ISBN 978-4-04-107397-1）に収録されている。
2003年にTBS系列の『古谷一行の金田一耕助シリーズ』にてテレビドラマ化されている。

## あらすじ
東京でむつかしい事件を解決したあと、静養に来たはずの岡山県でも厄介千万な殺人事件に引っ張り込まれた金田一は、その解決後、磯川の案内で「薬師の湯」という湯治場に静養に来ていた。深夜1時ごろ、用足しに目覚めた金田一は、月明かりの中を歩く夢遊病の女を目撃する。女は宿の裏手から谿流へ降り、下流の「稚児が淵」の方へと姿を消した。
同じ夜の2時すぎ、湯治場の若旦那・貞二が磯川を呼びにきた。磯川を送り出して一旦眠りについた金田一は、こんどは磯川に起こされた。金田一が見た夢遊病の女、すなわち宿の女中・松代が睡眠薬自殺を図ったのである。磯川の処置で一命を取り留めた松代は、妹・由紀子を「2度も殺した」という不可解な遺書を残していた。遺書には由紀子の呪いが「腋の下に現れて責めさいなむ」との文言もあり、実際に松代の右の腋の下には人面瘡（人の顔の形をした腫物）があった。
そして、由紀子の死体が「稚児が淵」に浮いているのが発見された。金田一たちが淵を見下ろす位置にある「天狗の鼻」へ向かったところ、同行していた貞二が転落しそうになる。木柵に不用意にもたれると転落するような仕掛けがされており、それがまだ作動していなかったのである。
翌朝、金田一は磯川から状況を聞く。由紀子は溺死していた。危険だから泳いではならないとされている「稚児が淵」で由紀子は面白がってわざと泳ぐことがあり、死体が裸だったことは不審ではなかったが、着物がどこからも発見されなかった。松代は夢遊状態の自分が由紀子を殺したと思っているようだが、死亡推定時刻は9時ごろで、松代には確かなアリバイがあった。
親戚づきあいがあり事情に詳しい磯川の説明によると、松代は1945年（昭和20年）3月の大空襲で焼け出されて郷里へ疎開してきたものの行く当てが無く、傷病兵の療養所になっていた「薬師の湯」へ同年6月に辿りつき、そのまま女中として住み込んでいた。美人で働き者の松代を宿の御隠居・お柳は気に入り、息子・貞二の嫁として跡を継いで欲しいとも考えるようになっていた。1947年（昭和22年）秋にお柳が中風で半身不随となった後、シベリヤから復員してきた貞二も松代に惹かれるようになっていた。しかし、松代が自らの素性を決して語ろうとしないことが支障になっていた。
そこへ、神戸や大阪のバーやキャバレーで働いていた由紀子が突然やってきたことで、松代が岡山県O市の没落した老舗菓子司・福田屋の長女であることが明らかになった。神戸にある葉山家の次男・譲治と婚約していた松代は花嫁修業のため葉山家に預けられていたが、大空襲で譲治は焼死、松代は行方不明になっていたのである。確かな素性が明らかになって喜ぶお柳だったが、それを松代がひた隠しにしていたことは腑に落ちなかった。
薬師の湯に住みついた由紀子は、貞二を誘惑して深い仲になってしまった。そして、女あるじのように振舞うようになっていたところへ、右の頬に大火傷の痕がある田代啓吉という男が現れたのが1週間ほど前のことである。由紀子は怯えがちでヒステリックになり、貞二も遠ざけるようになって険悪な雲行きになっていたところ、死体が発見されたのである。
午後になって回復した松代は、由紀子を殺したのが夢遊状態の自分だと思ったのは、以前に同じような状態で譲治と由紀子を殺したことがあるからだと語る。由紀子は幼いときから姉のものを片っ端から横奪りするくせがあり、一方で松代は妹に対して不思議な罪業感があり、何でも言うことをきいていた。戦争による物資不足で実家の経営が傾くと由紀子は松代の元に預けられたのだが、姉の婚約者である譲治を横奪りして肉体関係を持ってしまった。そして、大空襲の夜に夢遊病を起こし、気付くと肉斬り包丁を手に立っており、足元に血まみれの譲治と由紀子が倒れていたというのである。
するとそこへ、話を立聴きしていた田代が、どうしても申し上げておかねばならないことがあると言って出てきた。田代は岡山での由紀子の恋人で、病気で徴用解除になったのを機に神戸の松代の元へ行った由紀子を追いかけていったところ、多情な由紀子は譲治と田代の双方と関係を持つようになった。大空襲のときには由紀子は譲治との関係が知れて実家へ連れ戻されそうになっており、姉に取り戻されるくらいならと無理心中を図ったが自分は死にきれずにいた。そこへ田代が現れ、さらに夢遊状態の松代が現れたので、由紀子が松代に罪をなすりつけることを思いついたという。
由紀子の弱味を握る形になった田代は、薬師の湯へ来てからも関係を持っていた。貞二が転落しそうになった木柵の仕掛けは泳げない田代を由紀子が狙ったもので、由紀子は淵で泳いでいるから上から手を振るように指示していたという。
田代の話を聞いたお柳は「松代は私の思うていた通りじゃ。由紀子は……」と叫んだきり昏睡状態に陥った。数日後に意識を取り戻したが、言葉を発することはできなかった。そこで金田一がお柳の伝えたいことを眼の動きで判断しようと申し出る。お柳はまず押入れを眼で示し、押入れからは由紀子が最後に着ていたもの一切が出てきた。次にお柳は室内の耳盥を眼で示し、そこから金田一は真相に気付く。お柳は眼病を患い始めていた由紀子に薬師の湯で洗眼することを勧め、耳盥に顔をつけた由紀子を上から押さえつけて溺死させた。そして、死体を裸にして窓から谿流に落とし、それが「稚児が淵」へ流れついたのである。
お柳はその夜しずかに息を引き取った。初七日を終えての帰り際、金田一は松代に人面瘡をO大学のT先生に診てもらうことを勧めた。T先生は最近、双生児の一方が育たずにもう1人の体内に残って腫物になった事例に関わっており、金田一は松代の人面瘡も同様の事例だと推測したのである。松代の由紀子に対する理由のない罪業感も、実はその双児の妹に対するものだとすれば説明がつく。1週間後、貞二から金田一に手紙で、T先生に切開手術をしてもらったところ経過は順調であること、年内の11月上旬には結婚予定であることが報告された。

## 登場人物
金田一耕助
私立探偵。
磯川常次郎
岡山県警警部。
貞二
薬師の湯の一人息子。
お柳
貞二の母。
松代
住み込みの女中。貞二の婚約者。
由紀子
松代の妹。
田代啓吉
由紀子の知人。火傷の男。

## 原型作品
本作は『講談倶楽部』1949年12月号に掲載された作品を、1960年7月に『続刊金田一耕助推理全集第2巻』（東京文芸社）に収録する際に金田一ものに改稿したものである。原型作品は『横溝正史探偵小説コレクション3』（出版芸術社 ISBN 978-4-88293-260-4）に収録されている。
金田一や磯川以外の登場人物や「稚児が淵」などの状況設定は原型作品のままであり、文章表現もおおむね踏襲しているが、それらの舞台一式が存在する場所を信州から岡山県に変更し、葉山家の所在も東京から神戸に変更している。原型作品では金田一に相当するのは内科医の久野、磯川に相当するのは久野の弟子で地元で開業している園部である。久野自身が医師としての立場から人面瘡が奇形腫であると指摘するところを、金田一の知己に専門家がいる設定に変更している。

## テレビドラマ

### 2003年版
『名探偵・金田一耕助シリーズ・人面瘡』は、TBS系列で2003年3月25日に放送された。東阪企画制作。初放送時の副題は「ミステリー特別企画 金田一耕助シリーズ『人面瘡』〜横溝正史生誕100周年記念作品 秘湯で起きた連続殺人! 満月の夜現れる母子霊の祟り…腫瘍が笑い人が死ぬ〜」。
原作にない要素が大量に追加されており、原作を継承している部分にも若干の変更がある。
- 松代の苗字は「渡辺」で実家（原作では岡山の「福田屋」）は東京・向島にあり、空襲ではなく通常の火事で全焼した。婚約者・葉山譲治はその店の番頭である。
- 人面瘡は腋の下ではなく肩の前面にある。
- 田代啓吉は由紀子とは特に関係が無く、着服疑惑を受けたまま急病死した外務事務次官・斎藤竜也の運転手である。斎藤が肌身離さず持っていた「薬師乃湯神社」の護符を頼りに、着服した3億円を求めて斎藤の愛人・会田麻美と共にやってきた。麻美を出し抜いて神社の拝殿を探っていた田代を麻美が殺害して川に流したため、「稚児が淵」に死体が浮かぶ。
- 32年前に借金絡みで殺人を犯した男の妻が乳飲み子を連れて「稚児が淵」に入水し子供だけが助かるという事件があり、以来幽霊の噂があり自殺に来る者も多い。助かった子が貞二で、服役を終えた父親が万造（男衆ではなく番頭）である。
- 由紀子は単に客として姉をこき使っているのみで、女あるじとして振舞うほど長くは逗留していない。眼病という設定は無く、普段は化粧で隠している左頬の火傷の痕を温泉水で洗っていた。「稚児が淵」で頻繁に泳いでいた設定は無く、殺害後着衣のまま川に流されている。関連して、木柵に仕掛けがしてあった設定は無い。
- 麻美は薬師乃湯神社が現存する神社とは別で、宿屋の増築で廃されて室内の神棚になっていることを知り、貞二を篭絡して女将に納まり神社跡の地下を掘り返そうとしていた。そのことを知った万造に殺害される。
- 松代は夢遊状態になると人面瘡に残っている妹・鶴代の人格が現れ、由紀子に傷を負わせたり麻美を脅迫したりしていた。真相解明後、現れた鶴代の人格を金田一が説得すると、人面瘡が消えた。譲治殺害の経緯は、田代の証言ではなく、人面瘡消失後に松代が記憶を取り戻すことで明らかになる。

キャスト
- 金田一耕助 - 古谷一行
- お柳- 淡路恵子
- 万造 - 沢竜二
- 渡辺松代 - 斉藤由貴
- 渡辺由紀子 - 黒沢あすか
- 貞二 - 倉田てつを
- 相田麻美 - 三原じゅん子
- 田代啓吉 - 宮下敬夫
- 斎藤事務次官 - 内田勝正
- ウメ - あき竹城
- 宮村巡査 - 尾美としのり
- 河合警部 - 谷啓

スタッフ
- 脚本 - 石原武龍
- 特殊メイク - 藤原慎二
- 監督 – 山本厚
- 制作 - 東阪企画、TBS